# Покощовка
Покощовка (укр. Покощівка) — село в Изяславском районе Хмельницкой области Украины.
Население по переписи 2001 года составляло 284 человека. Почтовый индекс — 30343. Телефонный код — 3852. Занимает площадь 1,203 км². Код КОАТУУ — 6822183903.

## Местный совет
30346, Хмельницкая обл., Изяславский р-н, с. Михнов, ул. Ленина, 54